# Ông (họ)

họ Ông viết bằng chữ Hán

Ông (翁) là một họ của người châu Á. Họ này có mặt ở Việt Nam, Trung Quốc, trong danh sách Bách gia tính.

## Họ Ông tại Việt Nam
Theo gia phả dòng họ Ông tại Cẩm Lệ, thủy tổ họ Ông là ông Ông Lý Trai có nguồn gốc Chiêm Thành; có từ đời Nhà Lý đến nay là 41 đời), Ngoài ra còn một vị thủy tố khác là Ung Văn Lào (nguyên là họ Ông, làm xã trưởng thời nhà Hồ thế kỷ XV), tính đến nay hơn 600 năm, sinh hạ được 24 đời. Ngoài họ Ông ở Phong Lệ, Cẩm Lệ, còn có các dòng họ Ông khác ở Đại Lộc (chỉ có 10 đời),họ Ông tại (Hải Hậu-Nam Định) họ Ông tại (Giao Thủy -Nam Định)và họ Ong (nguyên là họ Ông) ở Yên Dũng, Bắc Giang.
Theo Nguyễn Văn Luận trong cuốn Người Chàm Hồi giáo miền Tây Nam phần Việt Nam (NXB Giáo dục và Thanh niên, Sài Gòn 1974, tr. 116), bốn họ Ông, Ma, Trà, Chế chỉ dành cho vua, dân chúng thì không được.

## Người Việt Nam họ Ông nổi tiếng
- Ông Ích Khiêm (1829- 1884): Huấn đạo Bình Định, Tả thị lang Bộ Binh (tương đương Thứ trưởng Bộ Quốc phòng)
- Ông Ích Đường (1884-1908) liệt sĩ chống Pháp cận đại, cháu Ông Ích Khiêm.
- Ông Cao Thắng (1986-...) ca sĩ
- Ông Văn Tùng (1936-...): nhà giáo, nhà văn và dịch giả.

## Người Trung Quốc họ Ông nổi tiếng
- Ông Đồng Hòa: thời nhà Thanh.
- Ông Gia Minh: diễn viên Đài Loan
- Ông Hồng: diễn viên Hồng Kông
- Ông Mỹ Linh: diễn viên Hồng Kông
- Ông Gia Tuệ: Hoa hậu Hồng Kông 1997
- Ông Hạnh Lan: Á hậu 1 cuộc thi Hoa hậu Hồng Kông 1990
- Ông Tuệ Đức: Hoa hậu ảnh cuộc thi Hoa hậu Hồng Kông 1989.